# Grøn gåsefod
Grøn Gåsefod (Chenopodium suecicum) er en 40-80 cm høj urt, der i Danmark vokser på dyrket jord og omkring bebyggelse. Arten ligner meget Hvidmelet Gåsefod, men kan blandt andet kendes på, at stænglerne ikke er rødligt anløbne ved bladfæsterne, bortset fra i sjældne tilfælde om efteråret.

## Beskrivelse
Grøn Gåsefod er en opret, enårig plante, der er hvidmelet, især som ung. Bladene er lysegrønne til blågrønne, spredte og ret tynde. Bladene midt på stænglen er bredt æg-rudeformede, mere eller mindre trekantede eller spatelformede, ofte svagt trelappede. De er ofte tæt tandede af tænder af varierende størrelse, sjældent med få eller ingen tænder. Stænglerne har sjældent røde pletter på bladfæsterne om efteråret.
Arten bomstrer fra juni til august, hvor blomsterstanden har talrige blade, som er bredt elliptiske til lancetformede og tandede eller i sjældne tilfælde helrandede. Blomsterstanden er oftest løst topformet. Enlige, langstilkede blomster forekommer ofte. Blomsterne har stærkt kølede til vingede blosterblade. Frugten er en nød, der er 1,2-1,6 mm i diameter og næsten cirkulær. Den falder for det meste af sammen med bægeret. Frøgemmet er tyndt og løst tilhæftet frøet, der er glinsende sort med runde fordybninger på overfladen, og med but kant.
Det er generelt en noget variabel art.

## Voksested
Grøn Gåsefod vokser på forstyrret, mest næringsrig bund, der kan være ler, sand eller grus. Den er ofte et talrigt ukrudt på marker og i haver omkring bebyggelse.
I Danmark er den ret almindelig, især på Øerne, men udbredelsen er ikke godt kendt.
| Portal | Portal:Botanik |